# 完美关系
《完美關係》（英語：Perfect Partner），2018年中國大陸都市復仇情感警察程序惊悚行动警觉犯罪剧，由黄轩、佟丽娅、陈数、高露領銜主演是由浙江华策影视股份有限公司、浙江金溪影视有限公司制作出品，本剧于2018年5月26日在上海、上海浦东新区以及上海浦东新区陆家嘴街道开机，2018年9月27日在上海、上海浦东新区以及上海浦东新区陆家嘴街道全部杀青，於2020年2月18日在湖南卫视金鹰独播剧场首播，芒果TV同步。

## 播出时间
| 频道     | 所在地 | 开台日期      | 剧终日期      | 播出时间                                                                                                | 备注         |
| -------- | ------ | ------------- | ------------- | --- | ------------ |
| 湖南卫视 | 中国   | 2020年2月18日 | 2020年3月18日 | 星期一至四 19:32－21:11（两集连播） 星期五、六 19:31－20:16（只播一集） 星期日 19:32－21:11（两集连播） | 金鹰独播剧场 |
| 芒果TV   | 中国   | 2020年2月18日 | 2020年3月18日 | VIP每晚24:00同步衛視更新 非VIP次日24:00轉免                                                             | 金鹰独播剧场 |
| 湖南卫视 | 中国   | 2020年2月24日 | 2020年3月20日 | 星期一至五 15:30－18:00（三集连播）                                                                     | 青春独播剧场 |
| 广西卫视 | 中国   | 2021年8月25日 | 2021年9月19日 | 星期一至日 19:32－21:11（两集连播）                                                                     | 美丽剧场     |

## 劇情簡介
江達琳從沒做過一天公關，卻臨危受命接任了父親的公關傳媒公司。生性耿直的她剛剛走馬上任，不僅面臨諸多優秀員工的審視，還肩負著帶領DL公關從負面新聞走出、重振旗鼓的重任。為了能夠抗衡這一切壓力，江達琳費盡心機請來行業內著名的危機公關專家衛哲，成為HC公關的第四名合伙人。江達琳在衛哲的訓練下迅速成長為優秀的公關專家，完美解決了一個個公關危機。而身患焦慮症的衛哲，也在達琳的影響下重新找回了真實的自己。兩人帶領眾員工重振HC公關，成為了危機公關行業的超級英雄。

## 演員列表

### 主要角色
| 演員   | 角色              | 介绍 |
| 黃軒   | 衛哲              | DL達琳國際公關公司的高級副總裁 江達琳的男朋友 資深公關人員，神通廣大，出手無往不利，患有焦慮症，後答應達琳的邀請，到DL來幫助達琳，並當DL的合伙人，一開始是因為達琳的父親江遠鵬在他大學時代幫助他走到公關這個行業，所以才答應達琳幫她的，與達琳相處期間，發現與達琳再一起可以克制焦慮症的症狀，後來發現自己愛上達琳，現在與達琳交往中。 |
| 佟麗婭 | 江達琳            | DL達琳國際公關公司的總裁 衛哲的女朋友 DL達琳國際的總裁江遠鵬的千金大小姐，DL達琳國際公關公司的新任總裁，沒有任何公關經驗的富家女，顏質與能力的公關新人，智商高、反應快，一回國，就被媽媽臨危受命接了父親的公關傳媒公司，如何展開工作讓公司走出困境成了她這隻菜鳥的首要難題，不得不請來公關專家衛哲給她做顧問和指導，在衛哲的幫助下江達琳一天天成長起來，最終成為了一位職場精英，與譚新凱交往後，發現他陷害DL公司，知道後問他為何這樣做，但譚新凱侮辱他的父親，打了譚新凱一巴掌，與譚新凱決裂，兩人分手，期間對這段感情感到難過，後來漸漸愛上了衛哲，現在與衛哲交往中。 |
| 陳數   | 斯明靜 （斯黛拉） | DL達琳國際公關公司的合夥人 公關圈內的女魔頭，氣場非常強大，一開始就不接受從澳洲剛回來的千金大小姐江達琳擔任DL新任總裁，覺得他沒有公關經驗的菜鳥，認為他只是因為他是DL達琳國際的總裁江遠鵬的女兒才得以接班。 |
| 高露   | 舒晴              | 優雅睿智的公關菁英，溫柔內斂，單親媽媽，與斯黛拉還有杜威廉一開始都不同意剛從澳洲回來的千金大小姐江達琳接任DL達琳國際公關公司的新任總裁，認為他只是因為他是DL達琳國際的總裁江遠鵬的女兒才得以接班，實則是舉報江遠鵬的內鬼，因為誤會江遠鵬害死她的丈夫，所以報復江遠鵬，與沈英杰交往中。 |

### 其他角色
| 演員   | 角色   | 介绍 |
| 陈牧扬 | 杜威廉 | DL達琳國際公關公司的合夥人，與斯黛拉還有舒晴一開始都不同意剛從澳洲回來的千金大小姐江達琳接任DL達琳國際公關公司的新任總裁，認為他只是因為他是DL達琳國際的總裁江遠鵬的女兒才得以接班，但後來漸漸地接受這個事實，並且也支持江達琳與衛哲交往。 |
| 高凱元 | 陳卓   | |
| 李澤鋒 | 沈英杰 | 名仕公關的副總，喜歡舒晴，與舒晴交往中，不介意舒晴有孩子了。 |
| 王森   | 葉東烈 | 大學生，因父親被董小鵬撞死，要求董小鵬道歉，進而意外認識來勸他的斯黛拉，而漸漸愛上斯黛拉，知道斯黛拉被她前夫崔英俊刁難給贍養費，而拿磚頭打崔英俊的頭，而送醫院縫針，崔英俊因為害怕，願意和解不再刁難斯黛拉，跟斯黛拉告白想當她男朋友，斯黛拉答應她試試看，跟斯黛拉交往中，後來因為他的大姑的關係，被迫與斯黛拉分手。 |
| 田依桐 | 邦尼   | 江達琳的閨蜜，林肯的女朋友，外表美麗，語言中心的老師，會8種語言，因為與李斯特交往，後發現李斯特根本沒有很認真跟他交往，與李斯特分手期間因為在網路上罵李斯特，李斯特要求道歉，不然就法庭見，而遇到有律師執照的林肯，因林肯幫她解決這件事情，與林肯交往中，但後來認識因衛哲要他去找飛揚集團的總裁薛义，薛义覺得她與她的初戀長得很像，常常來找他，讓他漸漸對富商薛义有好感，但還並未跟林肯分手，後跟林肯承認自己愛上薛义，與薛义告白，但薛义卻告訴他自己有老婆跟小孩，已經傷過一個人了，無法再傷害老婆跟孩子，所以拒絕她。 |
| 袁子芸 | 艾米   | |
| 曹云金 | 耿跃   | |
| 车晓   | 聂灵子 | |
| 王汀   | 王楚   | |
| 张馨予 | 裴瑜   | 貝拉時裝的裴總裁的千金，在米蘭學習服裝設計，而回國的富家女，衛哲的前女友。 |
| 印小天 | 紅茶   | |
| 朱泳腾 | 唐正   | |
| 洪佳宁 | 路易斯 | |
| 麦亨利 | 林肯   | 律師，邦尼的男朋友，深愛邦尼，為了邦尼願意配合她所有事情，幫邦尼解決跟李斯特的事情，與邦妮交往中，但後來看到邦尼根薛义一起，很傷心，從邦尼得知邦尼愛上薛义，邦尼提出我們分手吧。 |
| 林栋甫 | 江遠鵬 | DL達琳國際公關公司的前任總裁 江達琳的父親 李月如的丈夫 DL達琳國際的前任總裁，因為被舒晴舉報杜少鯤那件事情，而失蹤並離開上海，叫李月如讓在澳洲的江達林回國接任DL達琳國際公關公司的新任總裁，後來回來，得知舒晴誤會他害死她的丈夫，並告知舒晴，陷害她丈夫的是袁肅跟譚新凱，最後把公司交給江達琳管理，但被拒絕，後決定讓衛哲擔任DL達琳國際公關公司的總裁，也答應衛哲跟江達琳結婚。 |
| 张凯丽 | 李月如 | DL達琳國際公關公司的總裁夫人 江達琳的母親 江遠鵬的妻子 DL達琳國際的總裁夫人，得知江遠鵬離開上海失蹤，立刻叫在澳洲的女兒江達琳回國接任DL達琳國際公關公司的新任總裁，並要蘭總他們支持江達琳擔任新任總裁，雖然舒晴跟杜威廉還有斯黛拉不同意，但因為票數不夠多，只能接受。 |
| 恆     | 譚新凱 | 飛揚集團的市場部新來的經理 江達琳的前男友 江達琳大學時期的師哥，追求江達琳，並用99朵玫瑰跟達琳說要她當他的女朋友，但達琳拒絕了，對達琳帶有目的性的接近，一開始問達琳是做什麼工作，故意裝作不知道達琳是DL的總裁，其實早就知道了，所以才想利用達琳，並把她追到手，然而達成目的，後與達琳交往，因衛哲告訴達琳他做的壞事，與達琳談工作，而說的話被達琳錄下來，是衛哲要達琳這樣給他設下陷阱，後被發現陷害DL公司，被飛揚集團開除，達琳約她出來問她為何這樣做，與達琳決裂，兩人分手，離開上海回深圳。                          |
| 马亮   | 薛义   | 飛揚集團的總裁 覺得邦尼跟他初戀很像，對其有一些好感，但後來邦尼與自己告白，卻告訴他自己有老婆跟小孩，不願意再傷害他們，而拒絕跟邦尼再一起。 |

## 电视原声带
| 曲序 | 曲目                            |                                                   | 作曲          | 演唱                |
| ---- | ------------------------------- | ------------------------------------------------- | ------------- | ------------------- |
| 1.   | 有你（告别结束主题曲）          | LEE SANG HOON                                     | 星爵、S-Tin   | 迪玛希·库达依别列根 |
| 2.   | 时光成语花落地（片尾曲）        | LEE SANG HOON、AARON KIM/NOR YOUNG WON、ISAAC HAN | 郑志焕        | 宁桓宇              |
| 3.   | Nothing Wrong（复仇情感主题曲） | JBIE                                              | 周洁颖、S-Tin | 余枫                |

## 收視率
| 中国 湖南卫视 首播收视率 |               |        |          |        |                                                      |
| 集數                     | 播出日期      | 收视率 | 收视份额 | 排名   | 備註                                                 |
| 1-2                      | 2020年2月18日 | 2.789  | 8.631    | 1      |                                                      |
| 3-4                      | 2020年2月19日 | 2.428  | 7.285    | 2      |                                                      |
| 5-6                      | 2020年2月20日 | 2.455  | 7.621    | 1      | 東方、北京《新世界》完結                             |
| 7                        | 2020年2月21日 | 2.587  | 6.847    | 1      | 東方、北京《安家》開播                               |
| 8                        | 2020年2月22日 | 2.552  | 6.65     | 1      |                                                      |
| 9-10                     | 2020年2月23日 | 2.582  | 7.941    | 1      | 浙江、江苏《決勝法庭》完結，《我在北京等你》同日開播 |
| 11-12                    | 2020年2月24日 | 2.669  | 8.308    | 1      |                                                      |
| 13-14                    | 2020年2月25日 | 2.606  | 8.074    | 1      |                                                      |
| 15-16                    | 2020年2月26日 | 2.514  | 7.888    | 1      |                                                      |
| 17-18                    | 2020年2月27日 | 2.531  | 7.767    | 2      |                                                      |
| 19                       | 2020年2月28日 | 2.301  | 6.14     | 3      |                                                      |
| 20                       | 2020年2月29日 | 1.71   | 4.642    | 5      |                                                      |
| 21-22                    | 2020年3月1日  | 2.227  | 6.983    | 3      |                                                      |
| 23-24                    | 2020年3月2日  | 2.083  | 6.688    | 4      |                                                      |
| 25-26                    | 2020年3月3日  | 2.343  | 7.548    | 3      |                                                      |
| 27-28                    | 2020年3月4日  | 2.45   | 7.977    | 2      |                                                      |
| 29-30                    | 2020年3月5日  | 2.514  | 8.125    | 1      |                                                      |
| 31                       | 2020年3月6日  | 2      | 5.545    | 5      |                                                      |
| 32                       | 2020年3月7日  | 1.685  | 4.65     | 5      |                                                      |
| 33-34                    | 2020年3月8日  | 2.473  | 8.164    | 2      |                                                      |
| 35-36                    | 2020年3月9日  | 2.103  | 6.497    | 4      |                                                      |
| 37-38                    | 2020年3月10日 | 2.11   | 6.705    | 5      |                                                      |
| 39-40                    | 2020年3月11日 | 2.01   | 6.194    | 4      |                                                      |
| 41-42                    | 2020年3月12日 | 2.329  | 6.74     | 5      |                                                      |
| 43                       | 2020年3月13日 | 1.537  | 4.318    | 5      |                                                      |
| 44                       | 2020年3月14日 | 1.333  | 3.764    | 5      |                                                      |
| 45-46                    | 2020年3月15日 | 1.906  | 6.01     | 5      |                                                      |
| 47-48                    | 2020年3月16日 | 1.986  | 6.365    | 5      |                                                      |
| 49-50                    | 2020年3月17日 | 1.93   | 6.079    | 5      |                                                      |
| 最后一集（大结局）       | 2020年3月18日 | 1.108  | 3.24     | 5      | 浙江、江苏《我在北京等你》完結                       |
| 平均收視                 | 平均收視      | 2.195  | 6.646    | 不適用 |                                                      |

1. 同时段或交叉时段主要节目：
  - CCTV-1：《奮進的旋律》／《谷文昌》
  - CCTV-8：《幸福院》／《幸福敲了兩次門》
  - 浙江、江苏：《決勝法庭》／《我在北京等你》
  - 東方、北京：《新世界》／《安家》
2. 数据由广视索福瑞提供，调查范围为四岁以上之观众。
3. 以上收视排名包括央视在内。
4. 收視最低的集數以藍色表示，收視最高的集數以紅色表示
5. 资料来源：卫视这些事儿、TV未知数、数据狮、卫视走光了

## 制作
2018年5月26日在上海、上海浦东新区以及上海浦东新区陆家嘴街道举行开机仪式，并在2018年9月27日正式在上海、上海浦东新区以及上海浦东新区陆家嘴街道全部杀青。